# Hagiotoponimia
La hagiotoponimia es la parte de la toponimia que estudia los topónimos relacionados con los nombres de santos, y, por extensión, con la santidad, lo sagrado y, en última instancia, con voces derivada de la religión. Deriva del griego hagios «santo», topos «lugar» y ónimo «nombre»: nombre de lugar relacionado con los santos.
Se llaman por ello  hagiotopónimos a los topónimos formados a partir de un nombre de un santo, por ejemplo, San Adrián de Besós (España), San Agustín (Santa Fe), San Agustín (Florida) o San Francisco (California). Pueden ser:
- Forma plena constituida por un nombre común (A) seguido de «san» (B), y del nombre propio del santo (C), como Nava de Santullán, Robledo de San Cristóbal.
- Constituido por los elementos BC: Saelices, Sahechores, Sahagún, Santander.
- Solo A en cualquiera de sus formas y con los determinantes ya vistos.
- Solamente el elemento B,  Santelos, formado sobre un diminutivo, Santo, Los Santos.
- Solo el C: Fiz, La Magdalena.
- De una fiesta religiosa, por ejemplo La Asunción (Málaga), valle de la Pascua o Todos los Santos de la Nueva Rioja.
- De Dios, por ejemplo, Ciudad de la Santísima Trinidad (Argentina) o Trinidad (Cuba) o apelativos con título de santidad, como Creus, Miracruz, Oterocruz, compuestos todos ellos de Cruz, La Sangra y Fonsagrada (sacris).
- De un edificio religioso, como una iglesia, por ejemplo Iglesias (Cerdeña) o un monasterio, por ejemplo Monistrol, además de los derivados, como Grijalba, Grijota (compuestos de ecclesia), Chavela (de capella) o Celanova (cella).
- De un lugar de culto o de una peregrinación, por ejemplo, Santiago de Compostela.
- De una reliquia, por ejemplo, Aix-la-Chapelle (Alemania).
- De las órdenes Militares, como Órdenes, Hospitalet, Montesa.
- Derivados o compuestos de apelativos personales, como Villafrades, Aldehuela de la Fraila, Fuentelmonje, Aldeabad, Villaobispo, La Aparecida, Valdeinfierno.

Se distinguen los hagiotopónimos evidentes, por ejemplo, en español los nombres geográficos precedidos por la palabra san, santo o santa, y los hagiotopónimos ocultos, vocablos que han ido derivando de antiguos hagiotopónimos evidentes y que por evolución pasan desapercibidos: de Sanctus Hadrianus, Sanchidrián o de Sanctus Genesius, Sangenjo. Esta circunstancia se extrema a partir de la creación de exónimos de otras lenguas (Ver el artículo en la Wikipedia en francés fr:Hagiotoponyme caché).